# Rubus cornubiensis
Rubus cornubiensis är en rosväxtart som först beskrevs av William Moyle Rogers och Riddelsdell, och fick sitt nu gällande namn av Rilstone. Rubus cornubiensis ingår i släktet rubusar, och familjen rosväxter. Inga underarter finns listade i Catalogue of Life.